# Lily Braun
Amelia Jenny Emilie Klothilde Johanna (Lily) Braun, född von Kretschmann 2 juli 1865 i Halberstadt, död 9 augusti 1916 i Berlin, var en tysk socialdemokratisk kvinnorättsaktivist, författare och journalist. 

## Biografi

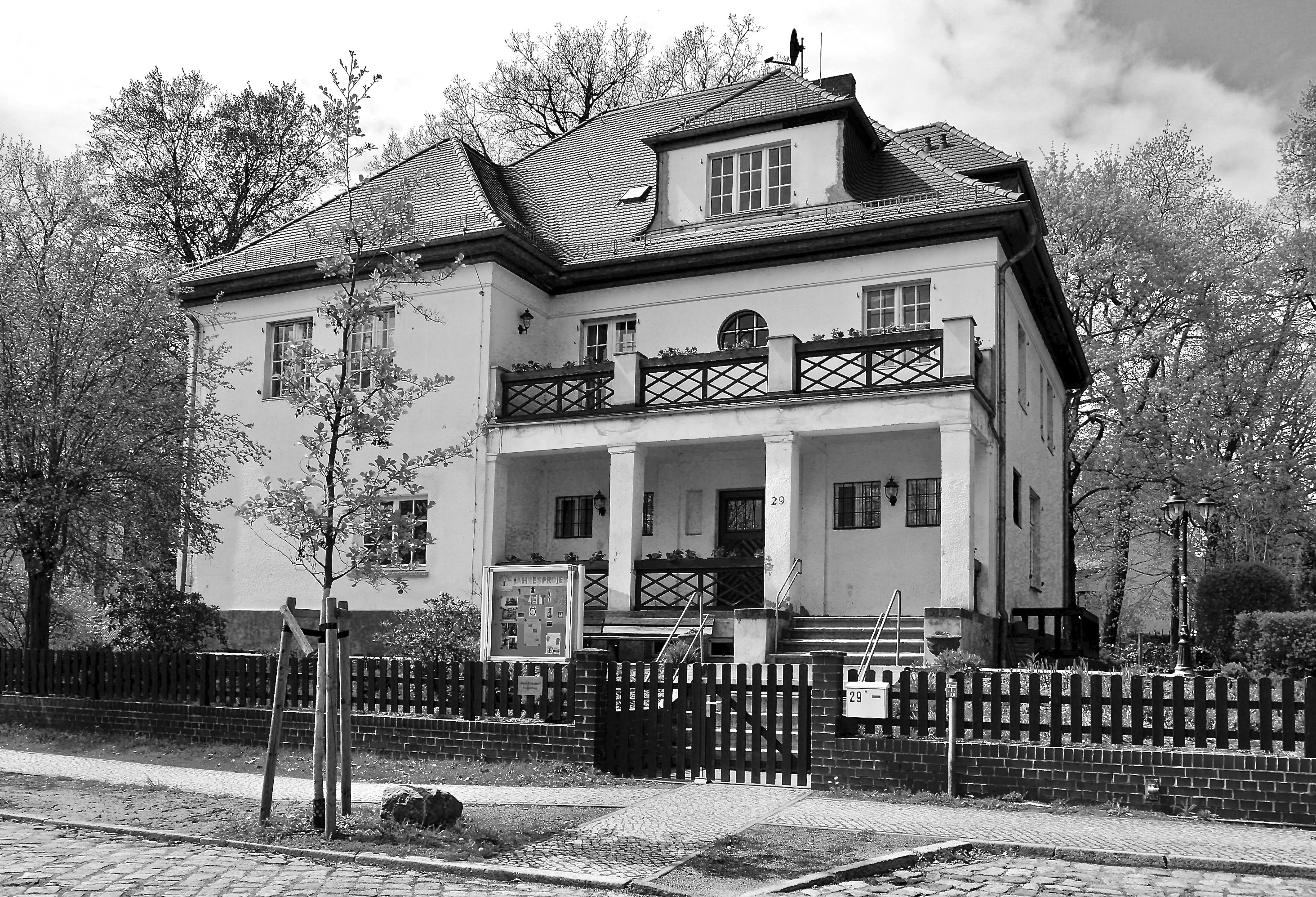
Familjen Heinrich och Lily Brauns villa i Kleinmachnow, Berlin, som stod klar 1909.

Lily Braun var dotter till en högadlig general. Hon gifte sig 1893 med nationalekonomen George von Gizecky. Under denna period närmade hon sig radikala kretsar och arbetade med Minna Cauer i Verein Frauenwohl i Berlin. År 1895 gick hon med i det tyska socialdemokratiska partiet och bröt totalt med sin aristokratiska uppväxtmiljö. Samma år dog hennes första man och året därpå gifte hon om sig med den reformistiskt socialistiske politikern och publisten Heinrich Braun. Tillsammans fick de 1897 sonen Otto Braun som senare blev författare. Inom partiet arbetade hon så småningom för ett samarbete med den borgerliga kvinnorörelsen, vilket kring sekelskiftet medförde en konflikt med Clara Zetkin. Efter det fick hon publiceringsförbud i Zetkins tidskrift die Gleichheit. 
År 1901 publicerade hon en bok om kvinnofrågan, i vilken hon rekommenderade kollektiv barnuppfostran för att kvinnor skulle kunna yrkesarbeta. Trots att hon bland annat ansågs vara en av deras bästa talare blev hon aldrig riktigt accepterad inom partiet, förmodligen på grund av Zetkins aversion mot henne. Hon var verksam som skribent och författare fram till sin död. Hon skrev bland annat den självbiografiska romanen Memoiren einer Sozialistin 1909–1911 och Lebenssucher 1915.